# Abdollah Tahmasbi

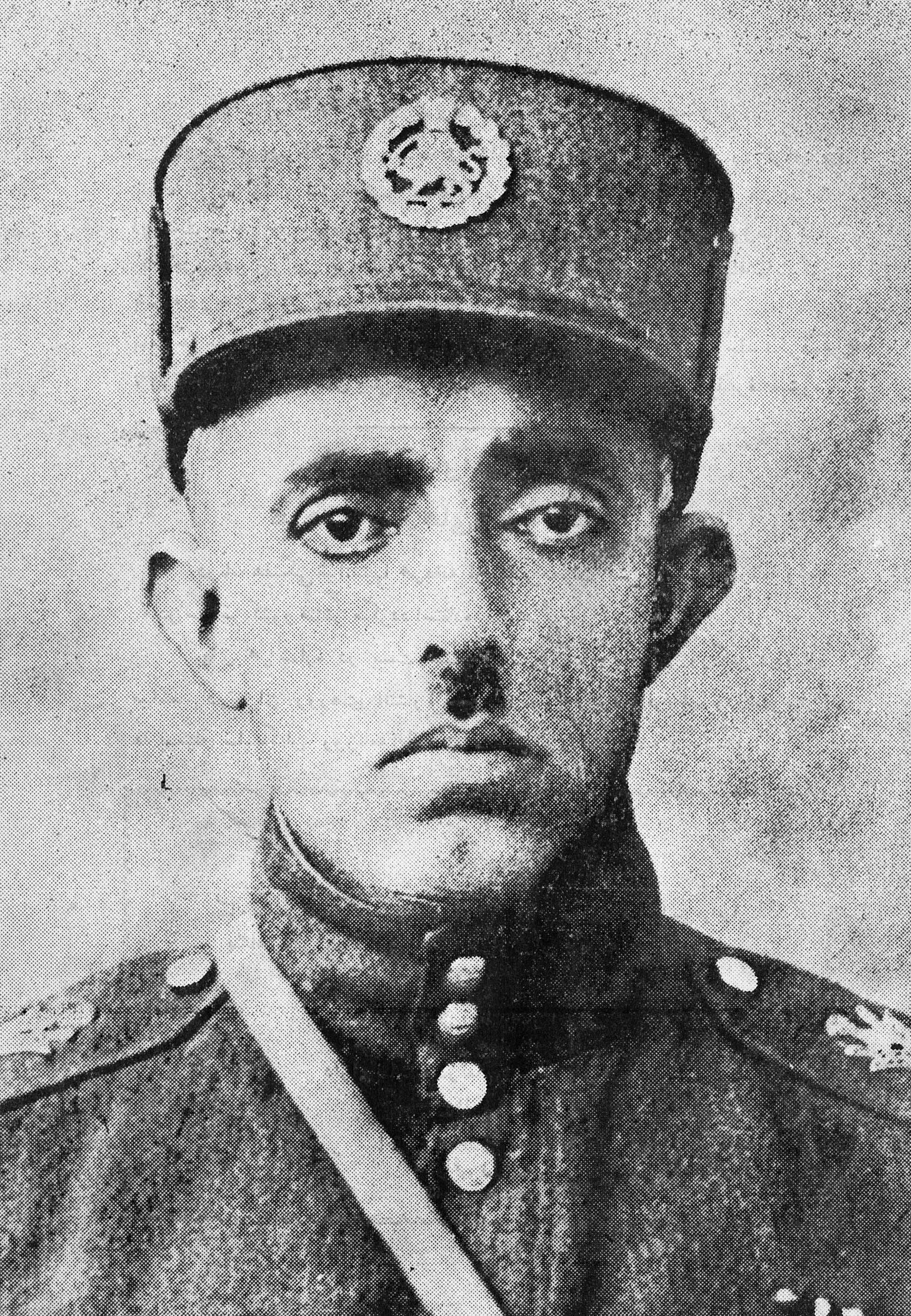
Abdollah Tahmasbi, Generalmajor der iranischen Armee

Abdollah Khan Amir Tahmasbi (* 1881 in Teheran; † 4. April 1928 in Borudscherd) war Generalmajor der iranischen Armee. Nach seinem Wechsel in die Politik wurde er unter Premierminister Mohammad Ali Foroughi Kriegsminister und später unter Premierminister Mehdi Qoli Khan Hedayat Minister für öffentliche Arbeiten. Tahmasbi starb an den Folgen der Verletzungen eines Attentats.

## Leben
Abdollah Khan Tahmasbi wurde als Sohn des Mirza Hasan in Damavand, einem Vorort von Teheran, geboren. Mit 20 Jahren wurde er Kadett bei der Persischen Kosakenbrigade. Die Laufbahn Tahmasbis verlief recht erfolgreich und 1921 wurde er Aide-de-camp von Ahmad Schah Kadschar sowie Kommandeur seiner Leibwache.
Nach dem Putsch vom 21. Februar 1921 und der Ernennung Reza Khans zum Kriegsminister wurde die persische Kosakenbrigade aufgelöst und in die neue iranische Armee integriert. Tahmasbi wurde zum Brigadegeneral befördert. Ihm wurde das Kommando der Truppenteile in Täbris anvertraut.
Im Frühjahr 1925 kam es im iranischen Parlament zu heftigen Diskussionen über die weitere Staatsform des Iran. Premierminister Reza Khan, der zunächst die Bildung einer Republik befürwortete, war mit diesem Vorhaben gescheitert und zurückgetreten. Lokale Militärkommandeure in den Provinzen, darunter auch Tahmasbi, drohten ebenfalls mit ihrem Rücktritt, woraufhin das Parlament mit 94 gegen 5 Stimmen beschloss, dass Reza Khan zurückkehren und das Amt des Premierministers wieder übernehmen müsse. Am 8. April suchte eine Abordnung von Parlamentsabgeordneten Reza Khan in seinem Haus auf und erklärte ihm, dass das Parlament ihm sein volles Vertrauen ausgesprochen hätte, und er als Premierminister weiterarbeiten können. Ahmad Schah erkannte das Votum des Parlaments an und informierte den Kronprinzen, dass er Reza Khan damit beauftragt hätte, sein neues Kabinett zusammenzustellen.
Tahmasbi wurde im Juli 1925 nach Teheran zurückgerufen. Am 29. Oktober 1925 trat das iranische Parlament zusammen und beschloss am 31. Oktober 1925 die Absetzung der Kadscharendynastie, die Einrichtung einer provisorischen Regierung und die provisorische Ernennung von Reza Khan zum neuen Staatsoberhaupt. Unmittelbar nach der Abstimmung im Parlament trat Reza Khan als Premierminister zurück und Mohammad Ali Foroughi wurde geschäftsführender Premierminister. Generalmajor Abdollah Khan Amir Tahmasbi, Brigadegeneral Yazdanpanah, Oberst Dargahi und Oberst Buzardschomehri beschlagnahmten die königlichen Paläste. Ahmad Schah hielt sich schon seit einigen Monaten in Paris auf. Der vom Parlament ebenfalls abgesetzte Kronprinz Mohammad Hassan Mirza wurde mit 5.000 Toman und einem Auto an die Grenze zum Irak gefahren. Er reiste unmittelbar zu seinem Bruder, Ahmad Schah Kadschar, nach Paris. Der Innenminister informierte alle Provinzgouverneure und der Außenminister alle Botschafter von der Entscheidung des Parlaments. Drei Tage nach der Abstimmung im Parlament legte Reza Khan den Amtseid ab und wurde neues Staatsoberhaupt im Iran. Im Kabinett von Premierminister Mohammad Ali Foroughi übernahm Tahmasbi das Amt des Kriegsministers. Seine Hauptaufgabe bestand darin, die neu geschaffene iranische Armee weiter auszubauen.
Nach der Ablösung Foroughis als Premierminister und der Ernennung von Mehdi Qoli Khan Hedayat zum neuen Premierminister wurde Tahmasbi im November 1927 Minister für öffentliche Arbeiten. Eines der wichtigsten Bauvorhaben war neben der Transiranischen Eisenbahn der Bau von ganzjährig benutzbaren Überlandstraßen. Tahmasbi, der sich bereits beim Aufbau der neuen iranischen Armee bewährt hatte, sollte für ein sicheres Straßennetz sorgen und neben den Baumaßnahmen auch das Bandenwesen eindämmen, um einen sicheren Warentransport zwischen den iranischen Städten zu gewährleisten.
Bei Inspektionsmaßnahmen zum Bau einer Straße zwischen Borudscherd und Chorramabad geriet Tahmasbi in einen von dort ansässigen Luren gelegten Hinterhalt. Bei dem sich entspannenden Schusswechsel wurde Tahmasbi schwer verwundert und starb an den Folgen seiner Verwundung im Krankenhaus von Borudscherd.

## Galerie

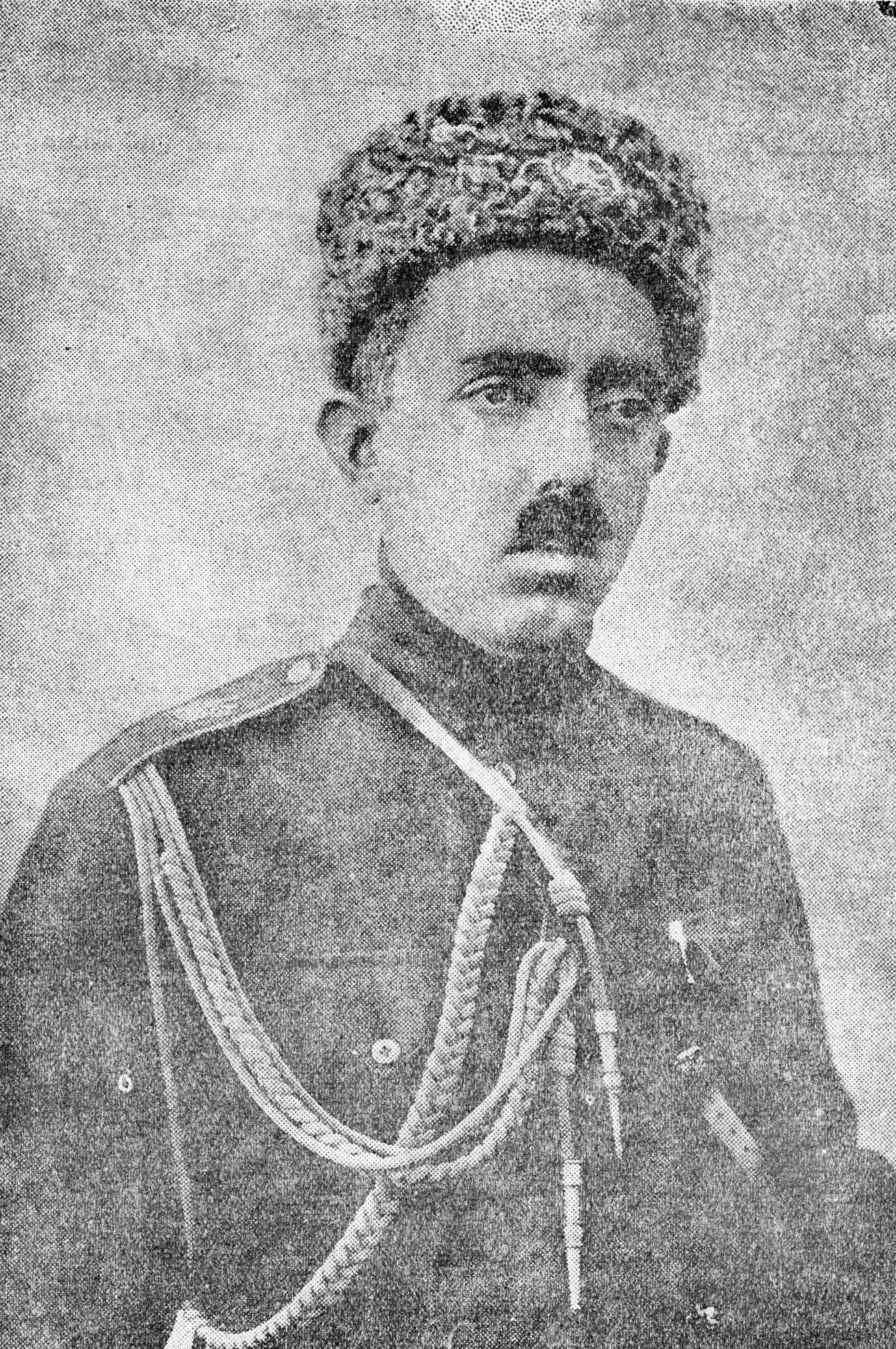
Abdolla Tahmasbi, Kommandeur der persischen Kosakenbrigade